# Éclipse solaire du 14 décembre 2020
L'éclipse solaire du 14 décembre 2020 est une éclipse solaire totale.
C'est la 13e éclipse totale du XXIe siècle, mais le 15e passage de l'ombre de la Lune sur Terre (en ce siècle).

## Parcours

Parcours de l’éclipse sur la Terre.

Cette éclipse totale a commencé en plein océan Pacifique équatorial, puis est descendue vers des latitudes plus australes, croisant ainsi le parcours de l'éclipse totale précédente. Ensuite elle a touché le sud du Chili, puis est passée en Patagonie où elle a eu son maximum, vers le midi local. Puis elle a continué sur l'océan Atlantique Sud où elle a fini au large des côtes de Namibie.

## Chili

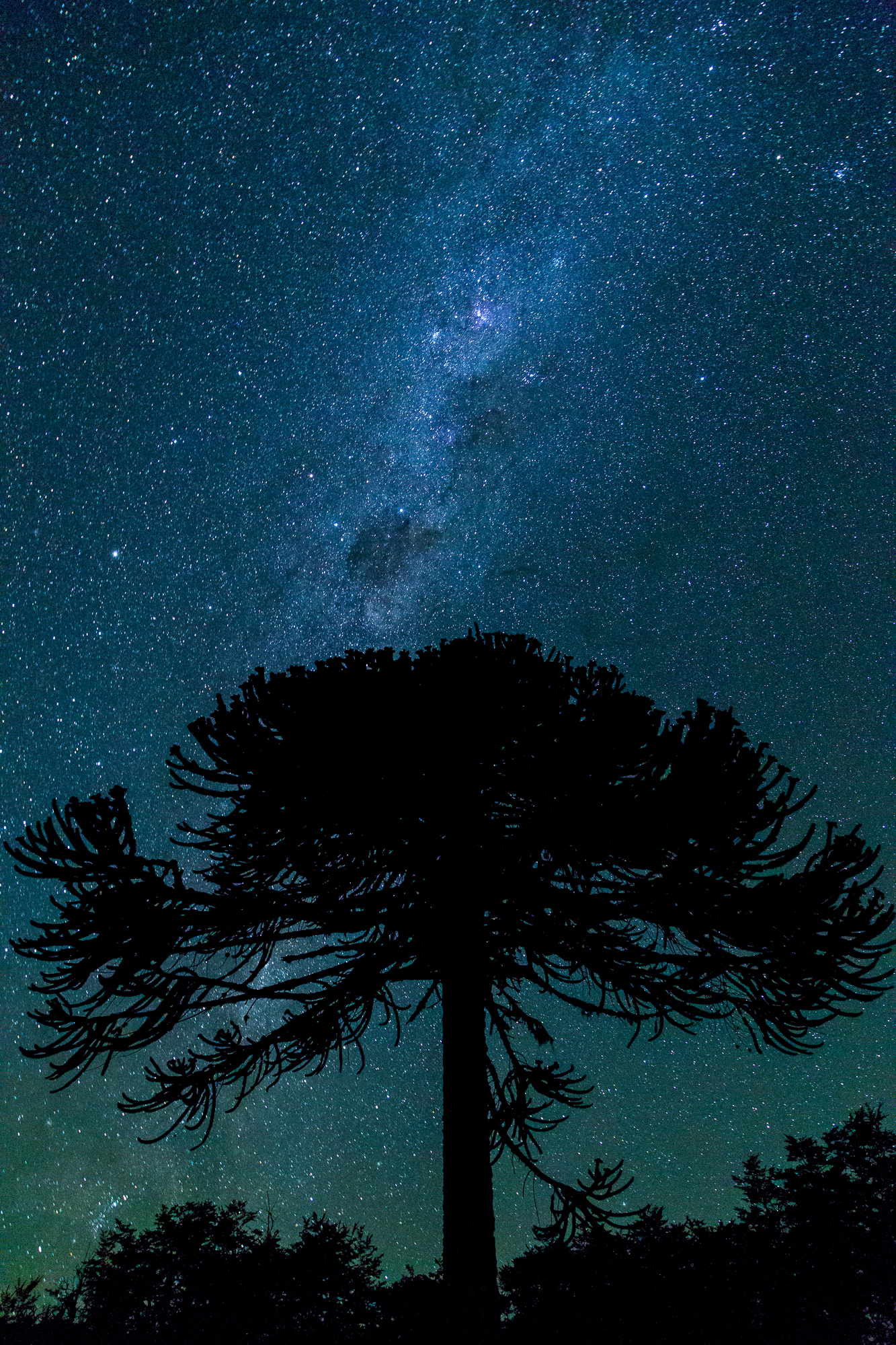
Paysage de nuit de La Araucanie, Chili.

Durée de la totalité et pourcentage du Soleil cachés (au maximum) dans les principales villes du Chili, du nord au sud :
| Province d'Arauco, Région du Biobío        |              |                      |
| Ville                                      | % Couverture | Durée de la totalité |
| Contulmo                                   | 98,61%       | —                    |
| Quidico                                    | 99,58%       | —                    |
| Tirúa                                      | 99,82%       | —                    |
| Île Mocha                                  | 100%         | 57,2 s               |
| Province de Malleco, Région de l'Araucanie |              |                      |
| Ville                                      | % Couverture | Durée de la totalité |
| Angol                                      | 97,33%       | —                    |
| Purén                                      | 98,50%       | —                    |
| Victoria                                   | 98,45%       | —                    |
| Traiguén                                   | 98,83%       | —                    |
| Curacautín                                 | 98,71%       | —                    |
| Malalcahuello                              | 98,52%       | —                    |
| Lonquimay                                  | 98,26%       | —                    |
| Province de Cautín, Région de l'Araucanie  |              |                      |
| Ville                                      | % Couverture | Durée de la totalité |
| Lautaro                                    | 99,44%       | —                    |
| Cholchol                                   | 99,95%       | —                    |
| Vilcún                                     | 99,70%       | —                    |
| Temuco                                     | 100%         | 29,8 s               |
| Cunco                                      | 100%         | 58,2 s               |
| Nueva Imperial                             | 100%         | 1 min 30 s           |
| Carahue                                    | 100%         | 1 min 38,8 s         |
| Puerto Saavedra                            | 100%         | 2 min 02,1 s         |
| Teodoro Schmidt                            | 100%         | 2 min 08,5 s         |
| Toltén                                     | 100%         | 1 min 55,5 s         |
| Freire                                     | 100%         | 1 min 55,6 s         |
| Pitrufquén                                 | 100%         | 1 min 59,8 s         |
| Gorbea                                     | 100%         | 2 min 08,4 s         |
| Lastarria                                  | 100%         | 2 min 05,1 s         |
| Loncoche                                   | 100%         | 1 min 50,6 s         |
| Villarrica                                 | 100%         | 2 min 08,7 s         |
| Las Chilcas                                | 100%         | 2 min 08,9 s         |
| Molco                                      | 100%         | 2 min 08,6 s         |
| Pucón                                      | 100%         | 2 min 07,9 s         |
| Caburgua                                   | 100%         | 1 min 57,4 s         |
| Palguín bajo                               | 100%         | 2 min 07,9 s         |
| Curarrehue                                 | 100%         | 2 min 06,9 s         |
| Correntoso                                 | 100%         | 2 min 08,7 s         |
| Lican Ray                                  | 100%         | 1 min 53,6 s         |
| Province de Valdivia, Région des Fleuves   |              |                      |
| Ville                                      | % Couverture | Durée de la totalité |
| Lanco                                      | 100%         | 1 min 18,1 s         |
| Malalhue                                   | 100%         | 1 min 12,4 s         |
| Panguipulli                                | 100%         | 41,0 s               |
| Calafquén                                  | 100%         | 1 min 28,3 s         |
| Coñaripe                                   | 100%         | 1 min 46,3 s         |
| Liquiñe                                    | 100%         | 1 min 05,6 s         |
| Choshuenco                                 | 99,85%       | —                    |
| Puerto Fuy                                 | 99,88%       | —                    |
| Mehuín                                     | 99,99%       | —                    |
| San José de la Mariquina                   | 99,94%       | —                    |
| Valdivia                                   | 98,96%       | —                    |
| Los Lagos                                  | 99,21%       | —                    |
| Paillaco                                   | 98,46%       | —                    |
| Province de Ranco, Région des Fleuves      |              |                      |
| Ville                                      | % Couverture | Durée de la totalité |
| Futrono                                    | 98,74%       | —                    |
| Río Bueno                                  | 97,49%       | —                    |
| Lago Ranco                                 | 97,99%       | —                    |